# Данлап (Канзас)
Данлап (англ. Dunlap) — місто (англ. city) в США, в окрузі Морріс штату Канзас. Населення — 27 осіб (2020).

## Географія
Данлап розташований за координатами 38°34′34″ пн. ш. 96°22′3″ зх. д. / 38.57611° пн. ш. 96.36750° зх. д. (38.576114, -96.367458).  За даними Бюро перепису населення США в 2010 році місто мало площу 0,60 км², уся площа — суходіл. В 2017 році площа становила 0,64 км², уся площа — суходіл.

## Демографія
Згідно з переписом 2010 року, у місті мешкало 30 осіб у 11 домогосподарстві у складі 10 родин. Густота населення становила 50 осіб/км².  Було 22 помешкання (37/км²).
Расовий склад населення:
| - 96,7 % — білих |

До двох чи більше рас належало 3,3 %. Частка іспаномовних становила 0,0 % від усіх жителів.
За віковим діапазоном населення розподілялося таким чином: 16,7 % — особи молодші 18 років, 70,0 % — особи у віці 18—64 років, 13,3 % — особи у віці 65 років та старші. Медіана віку мешканця становила 45,5 року. На 100 осіб жіночої статі у місті припадало 150,0 чоловіків;  на 100 жінок у віці від 18 років та старших — 127,3 чоловіків також старших 18 років.
Середній дохід на одне домашнє господарство  становив 26 813 долари США (медіана — 25 000), а середній дохід на одну сім'ю — 28 380 доларів (медіана — 30 625). 
Цивільне працевлаштоване населення становило 7 осіб. Основні галузі зайнятості: транспорт — 85,7 %, освіта, охорона здоров'я та соціальна допомога — 14,3 %.